# Reduto
Reduto é um município brasileiro do estado de Minas Gerais, Região Sudeste do país. Localiza-se na Zona da Mata Mineira e sua população estimada em 2018 era de 7 105 habitantes.

## História
Através da lei nº 336, de 27 de dezembro de 1948, foi criado o distrito de Reduto, a partir do ex-povoado de Estação, subordinado a Manhuaçu. A emancipação foi decretada pela lei estadual nº 12.030, de 21 de dezembro de 1995, instalando-se em 1º de janeiro de 1997.

## Geografia
De acordo com a divisão regional vigente desde 2017, instituída pelo IBGE, o município pertence às Regiões Geográficas Intermediária de Juiz de Fora e Imediata de Manhuaçu. Até então, com a vigência das divisões em microrregiões e mesorregiões, fazia parte da microrregião de Manhuaçu, que por sua vez estava incluída na mesorregião da Zona da Mata.